# Vevey (huyện)
Huyện Vevey (tiếng Pháp: District du Vevey, tiếng Đức: Bezirk Vevey) là một huyện hành chính của Thụy Sĩ. Huyện này thuộc bang Vaud. Huyện Vevey có diện tích 97 kilômét vuông, dân số theo thống kê của cục thống kê Thụy Sĩ năm 1999 là 65512 người. Trung tâm của huyện đóng ở Vevey. Mã của huyện là 2218.